# David Guthrie
David Guthrie (Los Angeles, 29 aprile 1993) è un ex giocatore di football americano statunitense che ha giocato come defensive back.
Dopo aver disputato la stagione 2016 con i Seamen Milano avrebbe dovuto trasferirsi ai New Yorker Lions ma ha rescisso il contratto prima dell'inizio della stagione.

## Palmarès
- 1 Mondiale (2015)